# 1350
1350 (MCCCL) a fost un an obișnuit al calendarului iulian, care a început într-o zi de duminică.

## Evenimente
- Sibiu. Se înființează prima monetărie din Transilvania.

## Arte, științe, literatură și filozofie
- Edificarea bisericii Sf. Nicolae Domnesc de la Argeș.

## Nașteri
- 12 octombrie: Dmitri Donskoi  (d. 1389)
- 27 iunie: Manuel al II-lea Paleologul  (d. 1425)
- 23 ianuarie: Vincențiu Ferrer  (d. 1419)
- dată necunoscută: Miloș Obilici  (d. 1389)
- dată necunoscută: Ioan Șișman al Bulgariei  (d. 1395)
- dată necunoscută: Hrvoje Vukčić Hrvatinić  (d. 1416)
- dată necunoscută: Petru al II-lea  (d. 1391)
- dată necunoscută: Dan al II-lea  (d. 1432)
- dată necunoscută: Rodrigo de Jerez explorator spaniol (d. ?)
- dată necunoscută: Barna da Siena pictor italian (d. 1380)
- dată necunoscută: Roman I  (d. 1394)
- dată necunoscută: Epifanie cel Înțelept  (d. 1420)
- dată necunoscută: Iuga Ologul  (d. 1400)
- dată necunoscută: Kir Stefan Sârbul compozitor sârb (d. 1430)
- dată necunoscută: Smil Flaška  (d. 1403)
- dată necunoscută: Drag  (d. 1400)
- dată necunoscută: Nicolae Marcali latifundiar, politician maghiar (d. 1412)
- dată necunoscută: Ioan Sartorius episcop romano-catolic (d. 1393)
- dată necunoscută: Iacob Lackfi  (d. ?)
- dată necunoscută: Nikolai Venatoris  (d. ?)
- dată necunoscută: Tomas Erneborn  (d. 1420)
- dată necunoscută: Ștefan Martini episcop romano-catolic (d. 1412)

## Decese
- 22 august: Filip al VI-lea al Franței  (n. 1293)
- dată necunoscută: Till Buhoglindă caracter fictional (n. 1300)
- 27 martie: Alfonso al XI-lea al Castiliei  (n. 1311)
- dată necunoscută: Juan Ruiz  (n. 1283)
- dată necunoscută: Nicolae Sirokai  (n. ?)